# Łukasz Zwoliński
Łukasz Zwoliński (Szczecin, 1993. február 24. –) lengyel korosztályos válogatott labdarúgó, a Raków Częstochowa csatárja.

## Pályafutása

### Klubcsapatokban
Zwoliński a lengyelországi Szczecin városában született. Az ifjúsági pályafutását a helyi Arkonia Szczecin, Stal Szczecin és Chemik Police csapataiban kezdte, majd 2010-ben a Pogoń Szczecin akadémiájánál folytatta.
2012-ben mutatkozott be a Pogoń Szczecin másodosztályban szereplő felnőtt csapatában. 2017-ig az Arka Gdynia, a Górnik Łęczna és a Śląsk Wrocław klubjánál is szerepelt kölcsönben. 2018-ban a horvát első osztályban érdekelt Goricához igazolt. 2018. július 28-án, a Rijeka ellen 2–0-ra elvesztett mérkőzésen debütált. 2018. augusztus 4-én, a Slaven Belupo ellen 3–3-as döntetlennel zárult bajnokin két gólt is szerzett.
2020. február 10-én 3½ éves szerződést kötött a Lechia Gdańsk együttesével. Először a 2020. február 14-ei, Piast Gliwice ellen 1–0-ra megnyert mérkőzés 59. percében, Kacper Urbański cseréjeként lépett pályára. Első gólját 2020. március 7-én, a Zagłębie Lubin ellen 4–4-es döntetlennel zárult találkozón szerezte meg. 2023. július 1-jén a Raków Częstochowához írt alá.

### A válogatottban
Zwoliński 2012 és 2014 között tagja volt a lengyel U20-as válogatottnak. Először a 2012. október 10-ei, Svájc ellen 2–2-es döntetlennel zárult barátságos mérkőzésen lépett pályára.

## Statisztikák
2023. július 22. szerint
| Klub                       | Szezon   | Osztály     | Bajnokság | Bajnokság | Kupa és Ligakupa | Kupa és Ligakupa | Nemzetközi | Nemzetközi | Összesen | Összesen |
| Klub                       | Szezon   | Osztály     | Meccs     | Gól       | Meccs            | Gól              | Meccs      | Gól        | Meccs    | Gól      |
| -------------------------- | -------- | ----------- | --------- | --------- | ---------------- | ---------------- | ---------- | ---------- | -------- | -------- |
| Pogoń Szczecin             | 2011–12  | I Liga      | 2         | 0         | 0                | 0                | —          | —          | 2        | 0        |
| Pogoń Szczecin             | 2012–13  | Ekstraklasa | 1         | 0         | 0                | 0                | —          | —          | 1        | 0        |
| Pogoń Szczecin             | 2014–15  | Ekstraklasa | 33        | 12        | 1                | 1                | —          | —          | 34       | 13       |
| Pogoń Szczecin             | 2015–16  | Ekstraklasa | 30        | 8         | 0                | 0                | —          | —          | 30       | 8        |
| Pogoń Szczecin             | 2016–17  | Ekstraklasa | 20        | 1         | 3                | 2                | —          | —          | 23       | 3        |
| Pogoń Szczecin             | 2017–18  | Ekstraklasa | 27        | 1         | 1                | 0                | —          | —          | 28       | 1        |
| Pogoń Szczecin             | Összesen | Összesen    | 113       | 22        | 5                | 3                | 0          | 0          | 118      | 25       |
| Arka Gdynia (kölcsönben)   | 2012–13  | I Liga      | 11        | 0         | 0                | 0                | —          | —          | 11       | 0        |
| Górnik Łęczna (kölcsönben) | 2013–14  | I Liga      | 22        | 8         | 0                | 0                | —          | —          | 22       | 8        |
| Śląsk Wrocław (kölcsönben) | 2016–17  | Ekstraklasa | 13        | 0         | 0                | 0                | —          | —          | 13       | 0        |
| Gorica                     | 2018–19  | 1. HNL      | 33        | 14        | 0                | 0                | —          | —          | 33       | 14       |
| Gorica                     | 2019–20  | 1. HNL      | 17        | 4         | 4                | 5                | —          | —          | 21       | 9        |
| Gorica                     | Összesen | Összesen    | 50        | 18        | 4                | 5                | 0          | 0          | 54       | 23       |
| Lechia Gdańsk              | 2019–20  | Ekstraklasa | 13        | 7         | 3                | 0                | —          | —          | 16       | 7        |
| Lechia Gdańsk              | 2020–21  | Ekstraklasa | 22        | 6         | 2                | 2                | —          | —          | 24       | 8        |
| Lechia Gdańsk              | 2021–22  | Ekstraklasa | 32        | 14        | 2                | 2                | —          | —          | 34       | 16       |
| Lechia Gdańsk              | 2022–23  | Ekstraklasa | 27        | 9         | 2                | 2                | 4          | 2          | 33       | 13       |
| Lechia Gdańsk              | Összesen | Összesen    | 94        | 36        | 9                | 6                | 4          | 2          | 107      | 44       |
| Raków Częstochowa          | 2023–24  | Ekstraklasa | 1         | 2         | 1                | 0                | 2          | 2          | 4        | 4        |
| Összesen                   | Összesen | Összesen    | 304       | 86        | 19               | 14               | 6          | 4          | 329      | 104      |

## Sikerei, díjai
Pogoń Szczecin
- I Liga
  - Feljutó (1): 2011–12

Górnik Łęczna
- I Liga
  - Feljutó (1): 2012–13

Lechia Gdańsk
- Lengyel Kupa
  - Döntős (1): 2019–20

Raków Częstochowa
- Lengyel Szuperkupa
  - Döntős (1): 2023